# Mystical Ninja Starring Goemon (Game Boy)
Mystical Ninja Starring Goemon (がんばれゴエモン〜黒船党の謎〜 Ganbare Goemon: Kurofune Tō no Nazo?, lit. "Ganbare Goemon: El misterio del grupo del barco negro") es un videojuego para Game Boy de la serie Ganbare Goemon publicado por Konami en 1998. Con una jugabilidad similar al título de Super Famicom Ganbare Goemon 3: Shishijūrokubē no Karakuri Manji Gatame, el juego presenta una nueva historia en la que Yae ha sido secuestrada por la banda del Barco negro. Fue publicado inmediatamente después del título para Nintendo 64 con el mismo nombre.